# Until The Dawn (composición de Fernando Otero)
Until The Dawn (en castellano: Hasta el Amanecer) es la última pieza del álbum ‘’Romance’’, del compositor, vocalista y pianista Fernando Otero, grabado y lanzado en el año 2012. La canción fue originalmente grabada para el álbum ‘’Romance’’ de Fernando Otero por la cantante argentina Josefina Scaglione para ser luego incluida frecuentemente en las actuaciones en vivo posteriores al lanzamiento del álbum, encarnada por voces como María Brodskaya y Nora Fox. La pieza comienza con una  línea de Violín en forma de Pizzicato a la cual se suman Viola y Violoncello creando un clima intimista y nostálgico. La voz soprano de Josefina Scaglione delinea una melodía construida meticulosamente, claramente accesible y de gran belleza. La orquestación a cargo de Fernando Otero mantiene la unidad con el resto del álbum y contiene Clarinete, Clarinete Bajo, Violín, Viola, Violoncello, Contrabajo, un coro femenino, Melódica y Piano. Un Solo de Violín y otro de Piano resaltan en la pieza junto a las intervenciones de la Melódica a cargo de Fernando Otero, que utilizando un fraseo propio del bandoneón, crea una relación con el lirismo propio del Tango, generalmente el punto de partida creativo de Otero. Si bien es siempre visible en los trabajos de este compositor la raíz de la música de Buenos Aires, su ciudad natal, ‘’Until The Dawn’’ está decididamente expuesta como una canción con un rasgo cosmopolita.
La letra y música de la canción fueron escritas por Fernando Otero. La pieza expresa claramente la relación entre dos personas que profesan amor mutuo, si bien no específica géneros ni cuál es el tipo de vínculo que existe entre las dos partes. El discurso lírico es tanto aplicable a una pareja, una relación entre madre e hijo, o bien puros sentimientos fraternales. También es ambigua respecto de la presencia física de los personajes envueltos en la historia, pudiendo tratarse de una ofrenda de amor hacia alguien que ya ha desaparecido.

## Músicos
- Fernando Otero: Piano y Melódica
- Josefina Scaglione: Voz
- Ivan Barenboim: Violín
- Nick Danielson: Violín
- Ljova (Lev Zhurbin): Viola
- Adam Fisher: Violoncello
- Pablo Aslan: Contrabajo
- Dana Hanchard: Coros
- Kristin Norderval: Coros

## Créditos
- Técnico de grabación: Max Ross
- Arreglos y Orquestación: Fernando Otero
- Estudio: Systems Two New York City
- Asistente de grabación: Zak Kazanski
- Productor Artístico: Pablo Aslan
- Productor Ejecutivo: Roger Davidson